# John Kahrs
John Kahrs est un animateur et réalisateur américain né en 1967 à New York. Il a travaillé dix ans chez Pixar avant de rejoindre la société mère de Disney.

## Filmographie

### Réalisateur
- 2012 : Paperman
- 2016 : June
- 2018 : Age of Sail (film en réalité virtuelle)
- 2020 : Voyage vers la Lune, co-réalisé avec Glen Keane

### Scénariste
- 2016 : June co-auteur de l’histoire avec Ricardo Viramontes
- 2018 : Age of Sail (film en réalité virtuelle) co-scénariste avec Blaise Hemingway et Jonathan Igla et auteur de l'histoire originale

### Animateur
- 1998 : 1 001 Pattes
- 1999 : Toy Story 2
- 2001 : Monstres et Cie
- 2002 : La Nouvelle Voiture de Bob
- 2004 : Les Indestructibles
- 2007 : Ratatouille
- 2008 : Volt, star malgré lui
- 2010 : Raiponce
- 2012 : Les Mondes de Ralph
- 2013 : La Reine des neiges